# Wasyl Maściuch

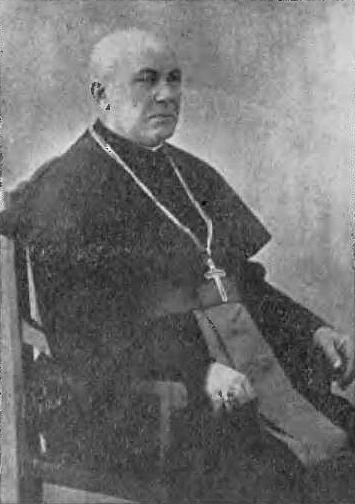
Wasyl Maściuch

Wasyl Maściuch, ukr. Василь Масцюх, także jako Bazyli Maściuch (ur. 30 marca 1873 w Nowej Wsi, zm. 12 marca 1936 w Rymanowie) – ksiądz greckokatolicki, wykładowca Greckokatolickiego Seminarium Duchownego w Przemyślu, administrator Apostolskiej Administracji Łemkowszczyzny.

## Życiorys
Wyświęcony 12 listopada 1899. W latach 1899–1903 studiował we Lwowie oraz Wiedniu. 24 kwietnia 1903 uzyskał tytuł doktora na Uniwersytecie Wiedeńskim na podstawie pracy pt. De origine iuris patronatus realis speciatim in terris Polonicis. Profesor prawa kanonicznego Diecezjalnego Instytutu Studiów Teologicznych w Przemyślu w latach 1903–1916, członek konsystorza diecezjalnego w latach 1912–1918. W 1918 docent Uniwersytetu Lwowskiego. W latach 1920–1934 proboszcz parafii w Horożannie Wielkiej.
Powołany na stanowisko administratora Apostolskiej Administracji Łemkowszczyzny 11 grudnia 1934, po odmowie objęcia stanowiska przez Mykołę Nahorianśkiego. Intronizowany 19 stycznia 1935, 20 sierpnia 1935 podpisał z greckokatolickim biskupem przemyskim Jozafatem Kocyłowśkim umowę, w wyniku której przeniesiono do diecezji przemyskiej duchownych związanych z ukraińskim ruchem narodowym, a duchownych o orientacji staroruskiej do Apostolskiej Administracji Łemkowszczyzny. Zakazał liturgicznych śpiewów po ukraińsku.
Zmarł na zawał serca w nocy z 11 na 12 marca 1936 w Rymanowie. Uroczystości pogrzebowe odbyły się w cerkwi w Desznie, sąsiadującym z Rymanowem, a pogrzeb w rodzinnej Nowej Wsi.